# Tichaja
Il Tichaja (in russo Тихая?) è un fiume della Russia, affluente di destra del Don. Il suo corso si sviluppa per 76 km all'interno dell'Oblast' di Rostov.
Il fiume nasce sul versante settentrionale delle alture del Don nel distretto Čertkovskij. Scorre dapprima verso est poi gira a est-sud-est e infine a est-nord-est. Prima della foce si divide in più rami. Sfocia nel Don a 888 km dalla foce. Il suo bacino idrografico è di 1370 km².